# Adolf Heidrich
Adolf Zbigniew Heidrich (ur. 10 listopada 1899 w Żyrardowie, zm. 30 kwietnia 1983) – polski ekonomista (specjalista w zarządzaniu dużymi zakładami przemysłowymi), instruktor harcerski, Harcmistrz Rzeczypospolitej, działacz niepodległościowy, ochotnik 1920 roku, podporucznik rezerwy Wojska Polskiego.

## Życiorys

### Młodość
Adolf Heidrich urodził się 10 listopada 1899 w Żyrardowie, jako syn Augusta i Agnieszki, których rodziny, od pokoleń, związane były z przemysłem włókienniczym. W latach 1907–1913 uczęszczał do wyższej szkoły elementarnej (czyli dzisiejszej podstawowej) w Żyrardowie. Po jej ukończeniu, przez pół roku, uczył się w szkole rosyjskiej. Następnie wstąpił do polskiej siedmioklasowej prywatnej Szkoły Technicznej B. Zielowskiego, gdzie uczył się do grudnia 1914. Tam włączył się w działalność konspiracyjnych organizacji szkolnych, skupiających młodzież polską. Po ukończeniu czternastego roku życia łączył naukę z pracą zarobkową, pomagając matce w utrzymaniu domu. W styczniu 1915 rodzina Heidrichów znalazła się w Moskwie, w pierwszej fali wysiedlonych z Królestwa Polskiego. Adolf nie chciał uczęszczać do szkół rosyjskich, a polskich, na przełomie stycznia i lutego 1915, jeszcze nie było. Podjął więc pracę w biurze znanej warszawskiej firmy „Elibor” – Spółka Akcyjna Handlowo-Przemysłowa Ł.J. Borkowski, także ewakuowanej do Moskwy, specjalizującej się wówczas w obrocie wyrobami stalowymi i żelaznymi. Przepracował tam półtora roku.

### Działalność harcerska

#### I wojna światowa
W styczniu 1916 nawiązał kontakt z młodzieżą harcerską uczęszczającą do Szkoły Realnej Polskiego Komitetu Pomocy Ofiarom Wojny, której dyrektorem był pedagog i lingwista Władysław Giżycki. Miesiąc później, 7 lutego, wstąpił do 1 Moskiewskiej Drużyny Skautów, działającej przy tej szkole. 17 kwietnia 1916 zdał egzamin na I stopień. Przyrzeczenie harcerskie złożył 8 maja 1916, na ręce ks. Kazimierza Lutosławskiego. We wrześniu 1916, bracia Heidrichowie: Adolf, Edmund i Piotr, rozpoczęli naukę w szkole realnej.
W marcu 1918 roku, Adolf Heidrich, został mianowany przez ks. Kazimierza Lutosławskiego, komendanta Chorągwi Moskiewskiej, członkiem Harcerskiego Kierownictwa Miejscowego w Moskwie oraz komendantem Domu Harcerskiego, tzw. Stanicy. Jako komendant Stanicy współpracował z ks. Kazimierzem Lutosławskim, w akcji ukrywania żołnierzy polskich z rozbitego II Korpusu gen. Józefa Hallera, przedzierających się do portu w Murmańsku, z zamiarem dotarcia drogą morską do Wojska Polskiego we Francji. Przechowywał, również na terenie Stanicy, powierzone jego pieczy przez ks. Lutosławskiego, dokumenty Komendy Harcerskiej i organizacji wojskowych działających na terenie Moskwy. W czerwcu 1918 został wysłany wraz ze Stanisławem Kuźnickim na kurs instruktorski do Kijowa, trwający od 19 czerwca do 23 lipca 1918.
Harcerski Kurs Instruktorski został zlokalizowany pod Kijowem w willi Kiń Grust’ (Rzuć Smutek), a brało w nim udział 78 uczestników i uczestniczek. Po zdaniu egzaminów 21 lipca 1918 i złożeniu przyrzeczenia instruktorskiego Heidrich otrzymał 28 lipca nominację na pierwszy stopień instruktorski – „instruktora Harcerstwa Polskiego na Rusi i w Rosji”.
Z wygnania wrócił 3 października 1918 i niemal natychmiast rozpoczął naukę w ośmioklasowej Szkole Męskiej Rady Głównej Opiekuńczej, wstępując „na oddział realny”. Już w dniu powrotu, zameldował się w Komendzie Chorągwi Męskiej Warszawskiej ZHP. Otrzymał przydział do 20 Warszawskiej Drużyny Harcerzy im. Franciszka Pększyc-Grudzińskiego, założonej 19 września 1918.
Był jednym z kierowników Pogotowia Młodzieży w swojej szkole. W dniach 10 i 11 listopada 1918 brał udział w rozbrajaniu Niemców. Drużyna Heidricha liczyła wówczas około 200 harcerzy. Kierowanie tak dużą grupą chłopców, stosowanie systemu zastępowego, który polegał na pracy w kilkuosobowych grupach, i dotarcie przez instruktorów do każdego harcerza, było praktycznie niemożliwe. Dlatego 15 grudnia 1918, ta wielka drużyna, została podzielona na dwie mniejsze:  20 Warszawską Drużynę Harcerzy im. A. Małkowskiego i 38 Warszawską Drużynę Harcerzy im. F. Pększyca-Grudzińskiego, która w lutym 1920 otrzymała nowy numer 13 oraz imię Józefa Sułkowskiego. Heidrich, przeszkolony instruktor, został mianowany komendantem „Dwudziestki” i całkowicie poświęcił się pełnieniu tej funkcji.

#### Okres międzywojenny
W początkach 1919, jego drużyna liczyła 100 harcerzy w 11 zastępach. Był twórcą i pierwszym redaktorem pisma „Dwudziestka”, które wspaniale przysłużyło się integracji oraz rozwojowi drużyny. W sumie ukazało się 31 numerów tego pisma.
W czerwcu 1920 Heidrich otrzymał świadectwo dojrzałości. 19 lipca wstąpił ochotniczo do Wojska Polskiego, służył w kompanii sztabowej 21 pułku piechoty w Cytadeli Warszawskiej. Z wojska został zwolniony w stopniu sierżanta, 20 grudnia 1920.
W latach akademickich 1920/21 oraz 1921/22 studiował równocześnie na wydziale prawa Uniwersytetu Warszawskiego (immatrykulowany 5 października 1920) i na wydziale ekonomicznym Szkoły Nauk Politycznych w Warszawie. Zaliczył wszystkie egzaminy, jednak w czerwcu 1922 przeniósł się do Szkoły Głównej Handlowej, którą ukończył w 1925, a jesienią 1926 złożył egzamin dyplomowy.
W marcu 1921 odbył się pierwszy Walny Zjazd Oddziału Warszawskiego ZHP. Komendantem chorągwi męskiej został wybrany Ignacy Wądołkowski, a Heidrich został mianowany przybocznym Chorągwi Warszawskiej. W maju 1921 został przeniesiony z Chorągwi Warszawskiej do Naczelnictwa ZHP. Stał się członkiem rzeczywistym Głównej Kwatery Męskiej, czyli jednym z kilkunastu instruktorów mających decydujący wpływ na działalność Organizacji Męskiej ZHP. W czerwcu 1921 został mianowany p.o. kierownika Działu Inspekcyjno-Organizacyjnego GKM (Głównej Kwatery Męskiej).
Od 1 stycznia 1924 zastępował Naczelnika Henryka Glassa, który kończył studia w Wyższej Szkole Handlowej w Warszawie. W czasie XIX Zjazdu Naczelnej Rady Harcerskiej w Lublinie, 27 kwietnia 1924 został powołany na stanowisko Naczelnika GKM. Równocześnie pozostał kierownikiem Wydziału Ogólnego. Stanął na czele Organizacji Męskiej ZHP w roku, w którym miała się ona zmierzyć z dwoma wielkimi wyzwaniami organizacyjnymi: I Zlotem Narodowym i II Jamboree (Międzynarodowy Zlot Skautów) w Danii.
Zaraz po zakończeniu Zlotu Narodowego, który odbył się w dobrach Branickich w lasach pod Piasecznem, rozpoczął się trzytygodniowy obóz przygotowawczy liczącej 48 harcerzy i pięciu instruktorów drużyny reprezentacyjnej na II Jamboree w Danii. Komendantem obozu i drużyny był Heidrich. Dnia 24 października 1925 został mianowany harcmistrzem i tym samym rozkazem otrzymał urlop na czas służby wojskowej. Od lipca 1925, do kwietnia 1926, odbył szkolenie wojskowe w Szkole Podchorążych Rezerwy Piechoty w Ostrowie-Komorowie, którą ukończył jako sierżant podchorąży. W 1926 ożenił się z Zofią Osińską, córką gen. Aleksandra Osińskiego, wiceprzewodniczącego ZHP. Przeszedł w tym czasie z protestantyzmu na katolicyzm i zmienił imię na Zbigniew. Nie dopełnił wówczas wszystkich formalności prawnych związanych ze zmianą imienia, co spowodowało, że w oficjalnych dokumentach nadal figurowało jako Adolf. W 1929 wraz z żoną poprosili o cofnięcie stopni harcerskich i przeniesienie do kategorii członków współdziałających. Adolf Zbigniew Heidrich zaczął intensywną karierę zawodową. W marcu 1927 wrócił do pracy w firmie „Elibor”. Przez rok pracował na stanowisku księgowego. W maju 1928 został kierownikiem sekcji analizy rynku General Motors w Polsce. Następnie, w latach 1931–1932, pracował jako księgowy oraz kierownik biura w spółce akcyjnej „Goodyear” w Warszawie. Zdobyte doświadczenie i doskonałe referencje spowodowały, że w styczniu 1934 objął stanowisko dyrektora administracyjnego fabryki należącej do warszawskiego Towarzystwa Akcyjnego Fabryk Metalowych „Norblin, Bracia Buch i T. Werner” znajdującej się w Głownie k. Łowicza.

### Lata 1939–1945
W lutym 1940, Heidrich wrócił do pracy w centrali Norblina w Warszawie. W grudniu 1941 został pracownikiem Sekcji Kontroli Delegatury Rządu na Kraj, czyli konspiracyjnej Najwyższej Izby Kontroli. Przyjął pseudonim „Osiński”. W maju 1942 roku został mianowany pierwszym zastępcą dyrektora.
„Osiński” przeprowadzał kontrole w departamentach opieki społecznej, oświaty, rolnictwa, przemysłu, finansów i kilku innych. Kontrolował zrzuty lotnicze, w szczególności pieniądze dostarczane przez cichociemnych.

### Okres po 1945
Od października 1945, do września 1946, pracował jako dyrektor administracyjny Zakładów H. Cegielski w Poznaniu. Przez rok był naczelnikiem wydziału organizacji w Centralnym Zarządzie Przemysłu Metalowego w Warszawie, a we wrześniu 1947 został dyrektorem Towarzystwa Naukowego Organizacji i Kierownictwa. Rozwijał swoje pasje naukowe, stając się jednym z pierwszych w Polsce specjalistów od zarządzania dużymi zakładami przemysłowymi. 11 grudnia 1947, w wieku 48 lat, otrzymał dyplom Szkoły Głównej Handlowej. Na tejże uczelni 30 czerwca 1949 otrzymał tytuł magistra nauk ekonomicznych za pracę „Ustrój zakładu przemysłowego”.
Dnia 3 marca 1950 wyszedł do pracy, do biura Towarzystwa Naukowego Organizacji i Kierownictwa. Nie dotarł tam jednak; nikt nie wiedział, co się z nim stało. Jak się później okazało, został aresztowany przed swoim domem przez funkcjonariuszy II Wydziału IV Departamentu Ministerstwa Bezpieczeństwa Publicznego i uwięziony w areszcie przy ul. Koszykowej. Skazany został przez Rejonowy Sąd Wojskowy w Warszawie na siedem lat więzienia „za pracę w delegaturze rządu londyńskiego w charakterze zastępcy kierownika biura kontroli (NIK) w okresie po wyzwoleniu do sierpnia 1945 r.”
Rodzinę wyrzucono z mieszkania, a cały majątek został skonfiskowany. Heidrich wyszedł z więzienia w grudniu 1954. Dopiero w lipcu 1957 został zrehabilitowany. Wrócił do intensywnej pracy zawodowej i naukowej. Opublikował kilkadziesiąt artykułów z zakresu teorii organizacji i zarządzania zakładami przemysłowymi. Był autorem haseł w "Encyklopedii Współczesnej" (PWN 1958), „Małej encyklopedii powszechnej” (PWN 1959) oraz w „Małej encyklopedii ekonomicznej” (PWN 1961). W 1966, na Wydziale Przemysłu Wyższej Szkoły Ekonomicznej w Katowicach obronił, w wieku 67 lat, pracę doktorską „Techniczne wyposażenie zakładu przemysłowego a mobilizacja rezerw wydajności”, której promotorem był prof. Marian Frank.
Zmarł 30 kwietnia 1983. Pochowany został w grobie rodzinnym na cmentarzu Wawrzyszewskim w Warszawie.

## Życie prywatne
Jego synem był Andrzej Heidrich – grafik, projektant m.in. znaczków pocztowych i banknotów.